# Pittacus Lore
Pittacus Lore é um pseudônimo usado por James Frey e Jobie Hughes para escrever a série Os Legados de Lorien, publicada no Brasil pela Editora Intrínseca. Pittacus Lore aparece no primeiro livro da série, Eu Sou o Número Quatro, como um ancião a quem foi confiada a história dos nove lorienos. Passou os últimos doze anos aqui na Terra.

## James Frey
James Christopher Frey nasceu em 12 de setembro de 1969 é um escritor americano. Ele foi tema de um escândalo quando alguns investigadores descobriram que os principais elementos de The Million Little Pieces, um livro de memórias, eram inventadas.

## Jobie Hughes
Jobie Hughes nasceu em 9 de julho de 1980 é um escritor americano. Hughes nasceu em Renton, Washington, mas a partir dos três anos foi criado em Spencer, Ohio. Em 1998, enquanto estudava Black River High School em Sullivan, Ohio, tornou-se campeão estadual em wrestling, um tipo de luta. Ele freqüentou a Universidade de Ohio através de uma bolsa de estudos, formou-se em 2002, e ganhou um diploma de mestrado em Escrita Criativa da The Columbia University School of the Arts em 2009. Ele, atualmente, vive em Michigan, nos EUA.

## Os Legados de Lorien
Na série Os Legados de Lorien, o planeta Lorien foi destruído pelos mogadorianos, e seus habitantes, dizimados. Somente nove crianças e seus guardiões sobreviveram e exilaram-se na Terra. Uma segunda nave trouxe uma décima criança e os animais protetores dos dez, os chamados chimæras. As crianças são a Garde de Lorien: o grupo de lorienos dotados de poderes sobre-humanos, os Legados, e responsável pela proteção de sua raça. Os mogadorianos, além de destruírem o planeta Lorien, os seguiram até a Terra para caçá-los, matando-os um a um, em sua devida ordem.